# Abudefduf
Pour les articles homonymes, voir Sergent-major (homonymie).
Genre
Abudefduf est un genre de poissons de la famille des Pomacentridae, appelés aussi sergents majors. Son nom signifie "père du récif" en arabe.

## Liste des espèces
| Selon World Register of Marine Species (22 janv. 2017) : - Abudefduf abdominalis (Quoy & Gaimard, 1825) - Abudefduf bengalensis (Bloch, 1787) - Abudefduf concolor (Gill, 1862) - Abudefduf conformis Randall & Earle, 1999 - Abudefduf declivifrons (Gill, 1862) - Abudefduf hoefleri (Steindachner, 1881) - Abudefduf lorenzi Hensley & Allen, 1977 - Abudefduf luridus (Cuvier, 1830) - Abudefduf margariteus (Cuvier, 1830) - Abudefduf natalensis Hensley & Randall, 1983 - Abudefduf notatus (Day, 1870) - Abudefduf saxatilis (Linnaeus, 1758) - Abudefduf septemfasciatus (Cuvier, 1830) - Abudefduf sexfasciatus (Lacepède, 1801) - Abudefduf sordidus (Forsskål, 1775) - Abudefduf sparoides (Quoy & Gaimard, 1825) - Abudefduf taurus (Müller & Troschel, 1848) - Abudefduf troschelii (Gill, 1862) - Abudefduf vaigiensis (Quoy & Gaimard, 1825) - Abudefduf whitleyi Allen & Robertson, 1974 | Selon ITIS (22 janv. 2017) : - Abudefduf abdominalis (Quoy & Gaimard, 1825) - Abudefduf barffi Curtiss, 1938 - Abudefduf bengalensis (Bloch, 1787) - Abudefduf bicolor (Rochebrune, 1880) - Abudefduf concolor (Gill, 1862) - Abudefduf conformis Randall & Earle, 1999 - Abudefduf declivifrons (Gill, 1862) - Abudefduf hoefleri (Steindachner, 1881) - Abudefduf lorenzi Hensley & Allen, 1977 - Abudefduf luridus (Cuvier in Cuvier & Valenciennes, 1830) - Abudefduf manikfani Jones & Kumaran, 1970 - Abudefduf margariteus (Cuvier in Cuvier & Valenciennes, 1830) - Abudefduf natalensis Hensley & Randall, 1983 - Abudefduf notatus (Day, 1870) - Abudefduf saxatilis (Linnaeus, 1758) - Abudefduf septemfasciatus (Cuvier in Cuvier & Valenciennes, 1830) - Abudefduf sexfasciatus (Lacépède, 1801) - Abudefduf sordidus (Forsskål, 1775) - Abudefduf sparoides (Quoy & Gaimard, 1825) - Abudefduf taurus (Müller & Troschel in Schomburgk, 1848) - Abudefduf theresae Curtiss, 1938 - Abudefduf trilineatus Wang, 1941 - Abudefduf troschelii (Gill, 1862) - Abudefduf vaigiensis (Quoy & Gaimard, 1825) - Abudefduf whitleyi Allen & Robertson, 1974 |

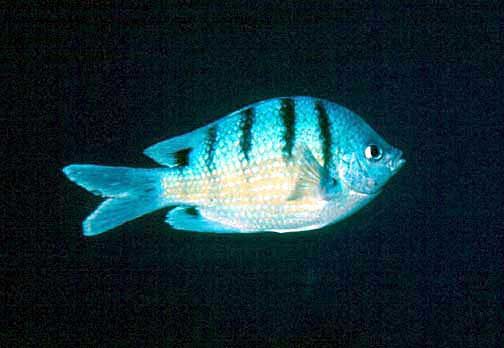
Abudefduf abdominalis
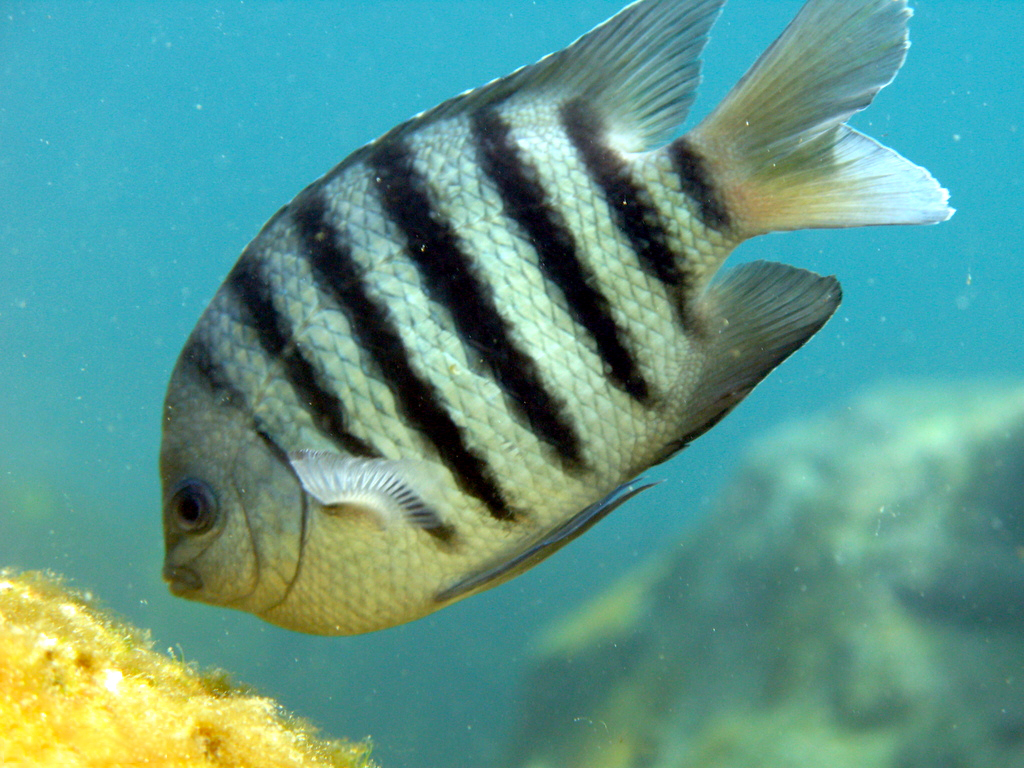
Abudefduf bengalensis
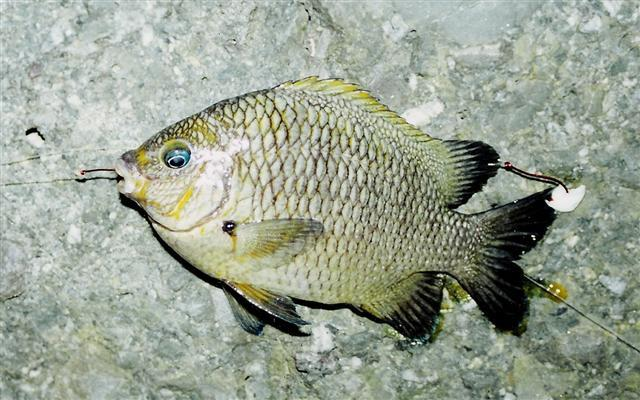
Abudefduf declivifrons
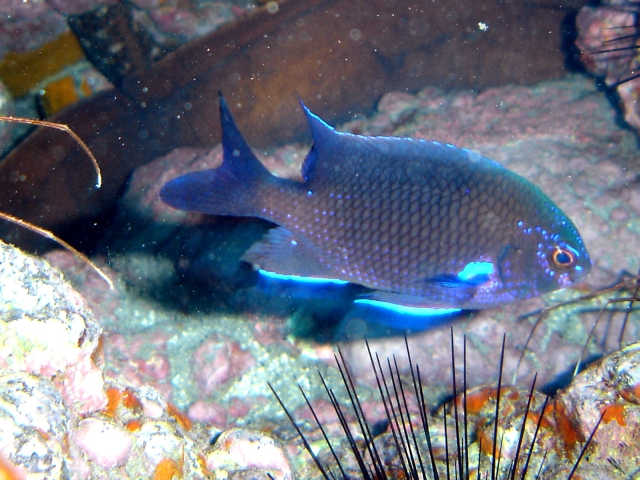
Abudefduf luridus
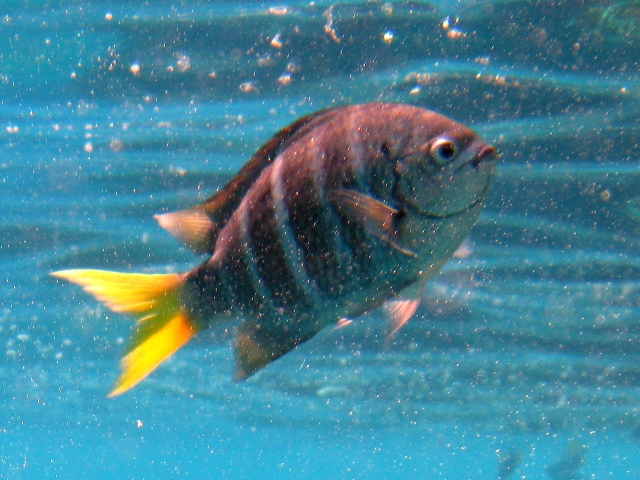
Abudefduf notatus
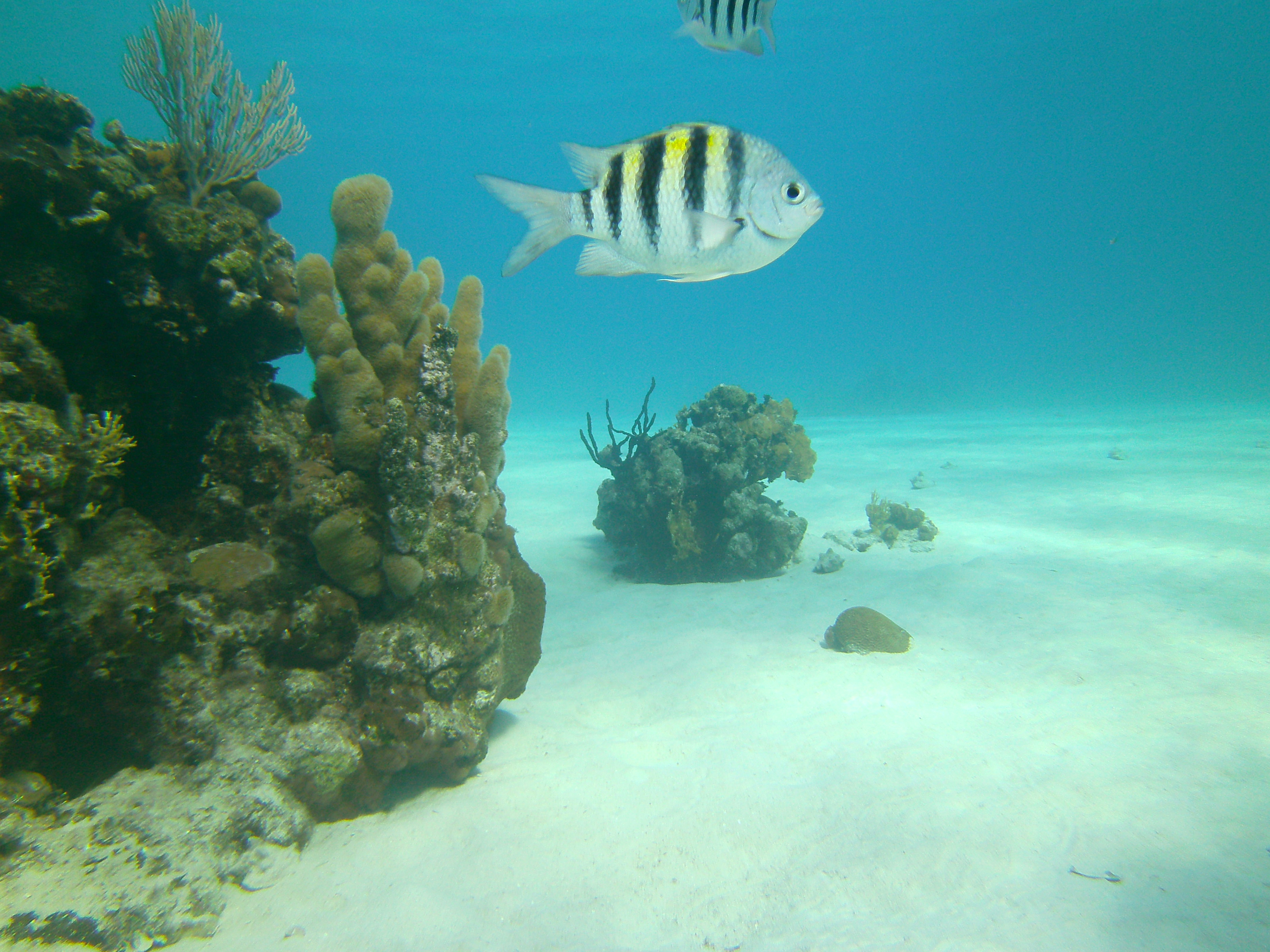
Abudefduf saxatilis
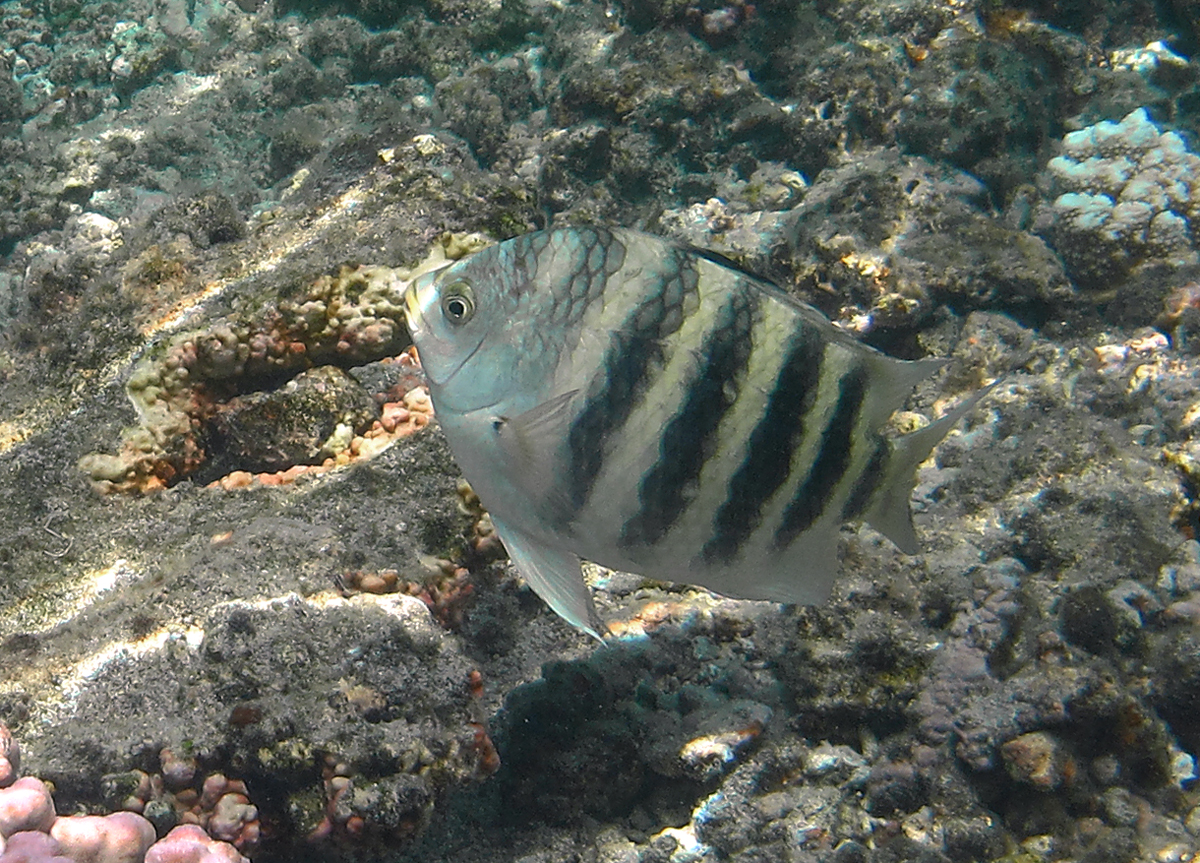
Abudefduf septemfasciatus
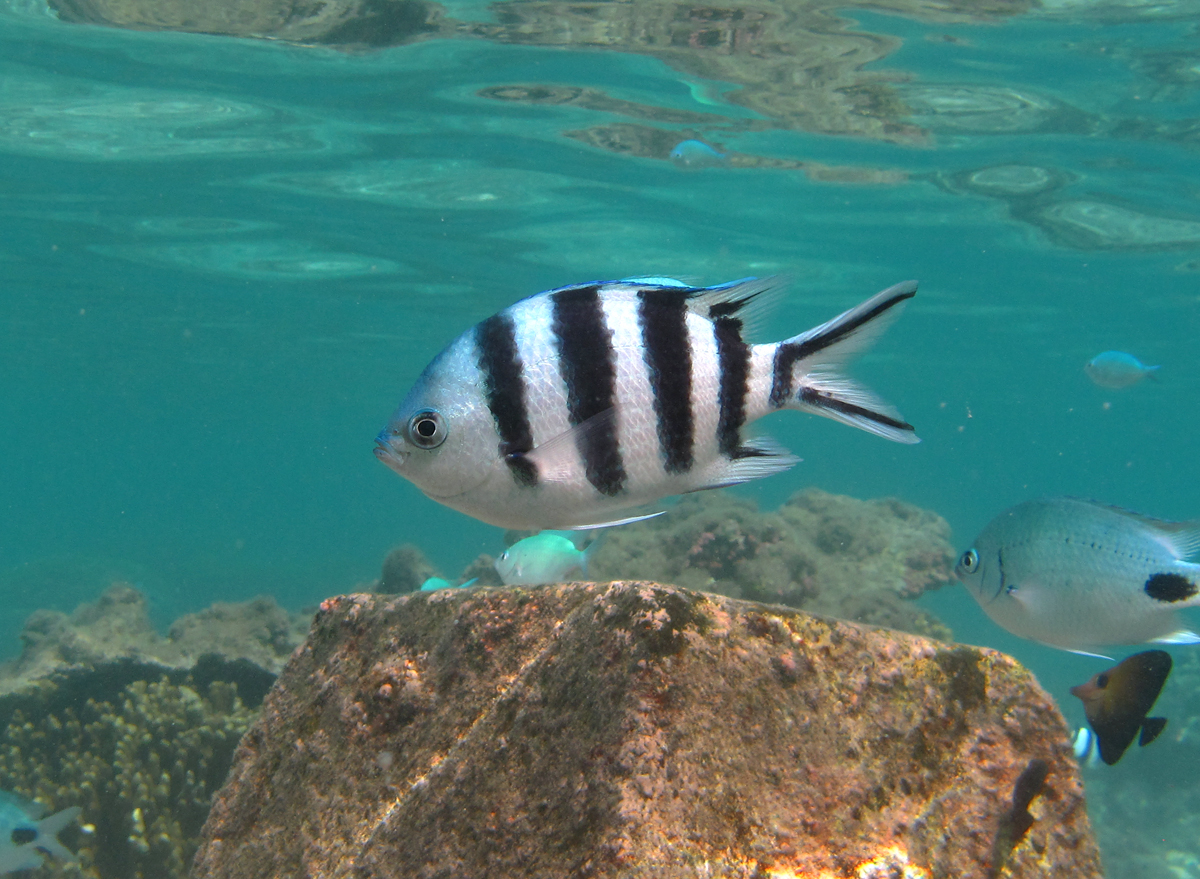
Abudefduf sexfasciatus
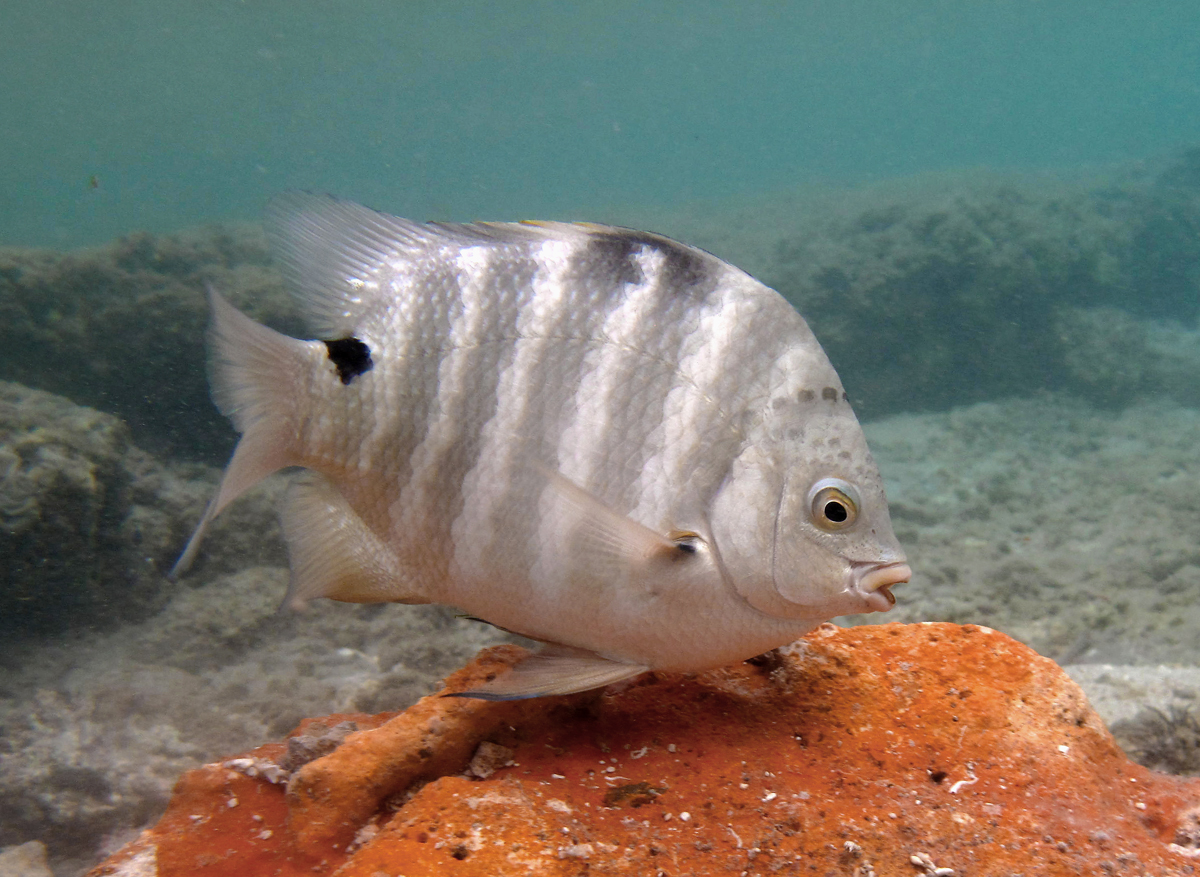
Abudefduf sordidus
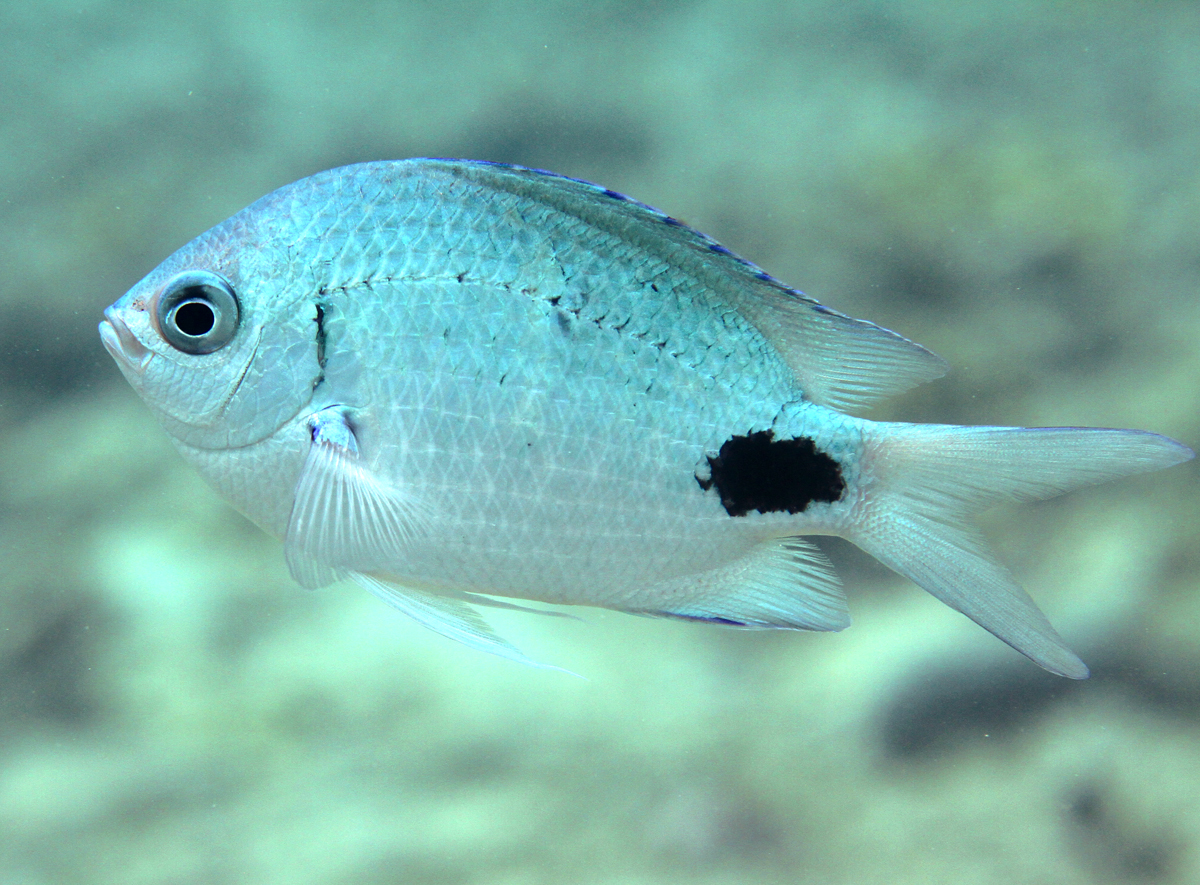
Abudefduf sparoides
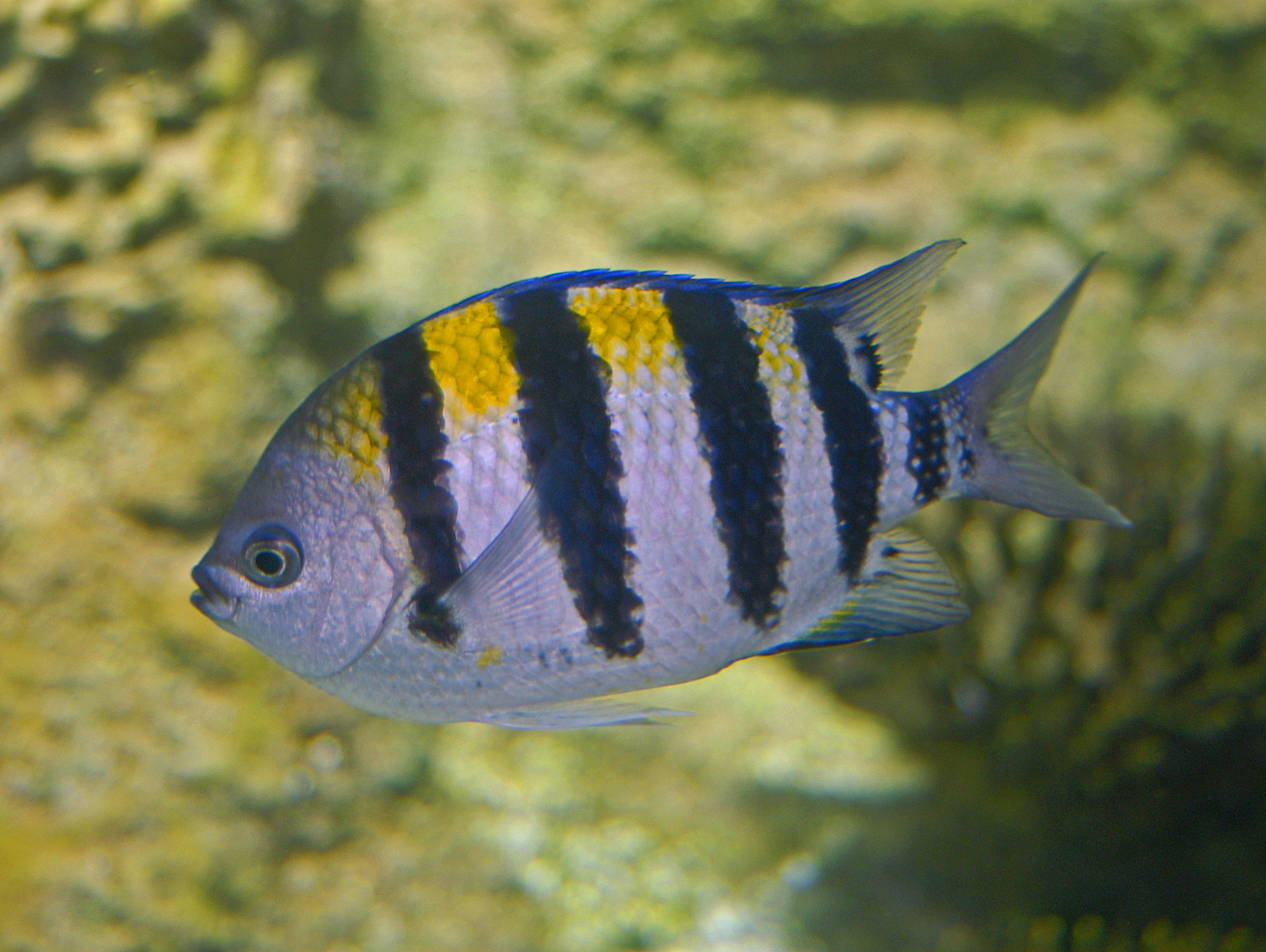
Abudefduf troschelii
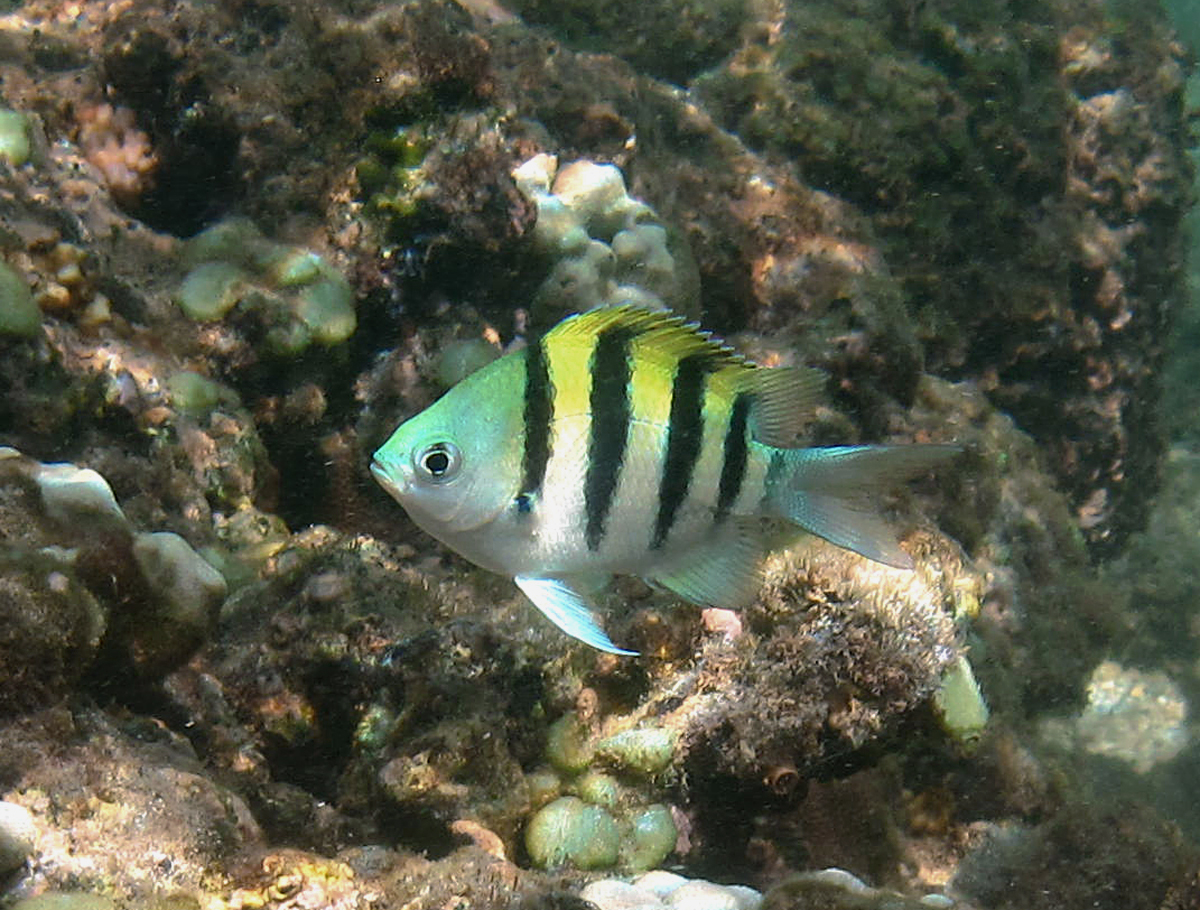
Abudefduf vaigiensis